# 松山中央公園野球場
松山中央公園野球場（まつやまちゅうおうこうえんやきゅうじょう）は、愛媛県松山市の松山中央公園内にある野球場。愛称は、坊っちゃんスタジアム（ぼっちゃんスタジアム）。施設は松山市が所有し、(公財)松山市文化・スポーツ振興財団（以前は松山市施設管理公社が指定管理者として行ったが、2010年4月に松山市生涯学習振興財団と合併した）が指定管理者として運営管理を行っている。

## 歴史
以前、松山市には松山城山公園内に松山市営球場があった。
1948年に市民の勤労奉仕（ボランティア）などを得て、盛り土スタンドで開場し、1967年に鉄筋コンクリートのスタンドが完成。社会人野球、高校野球など県下のアマチュア野球公式戦で使用された他、プロ野球の公式戦・オープン戦も開催された。しかし1980年代以降は老朽化の著しさが問題となり、市は公園内のその他の施設とも併せ、フィールドの拡張やスタンドの改修などを検討したものの、球場のある城山公園は松山城を控える国の史跡であることが、改修工事を行う上での最大のネックとなった。
結局、現地での施設維持は極めて難しいと最終的に判断され、市は1993年3月、松山中央公園内に新市営球場をはじめとするスポーツ施設の建設計画を発表。そして2000年5月に、四国4県で唯一3万人規模の収容人員を有する野球場として完成したのが松山中央公園野球場である。一般公募により、愛称「坊っちゃんスタジアム」が付与された。また2003年には、坊っちゃんスタジアム北側にほぼ同規格のフィールドを有するサブ野球場「マドンナスタジアム」が開場した。
供用開始以降、高校野球、社会人野球などアマチュア野球公式戦が行われている。また公式戦の一部は坊っちゃんスタジアムの他、マドンナスタジアムでも行われている。
松山市はスタジアム完成を前後してプロ野球の誘致を特に積極的に行っており、毎年少なくとも1カードの公式戦が行われている。また2002年7月13日にはサンヨーオールスターゲーム第2戦も開催され、これが四国地方4県では初のオールスターゲーム開催となった。試合は4－2で全パの勝利、MVPは的山哲也（近鉄）が獲得した（詳細は2002年のオールスターゲーム (日本プロ野球)の項を参照）。2004年からは東京ヤクルトスワローズの秋季キャンプが行われている。
この他、2005年に設立された独立リーグ・四国アイランドリーグplusの愛媛マンダリンパイレーツは、当球場を本拠地として使用している。グランドチャンピオンシップには、愛媛がリーグ優勝を達成して出場した2015年と2016年のほか、参加リーグの増加で1箇所開催のトーナメント制になった後の2023年（愛媛は「開催県枠」で出場）に会場になっている。
開場当初のスコアボードは全面磁気反転式だったが、オールスター誘致にあたって日本野球機構側から「磁気式は夜間の視認性が悪い」という指摘を受けて、2002年シーズンから電光式に入れ替えられ、併せてスコアボード右側には磁気反転式で3色表示が可能なフリーボードが設置された。
2度目のオールスターゲームを控えた2012年には、開場後初の大改修を実施した。スコアボードのボールカウント表示を国際基準のBSO表示に変更したほか、ラバーフェンスの張り替えなど、グラウンドの整備も行った。
3度目のオールスターゲームを控えた2022年シーズン前の改修では、スコアボードがフルカラーLEDにより全面フリーボード化された。併せてスタンドに固定カメラを3台設置しており、そのカメラからの映像をスコアボードに表示できるようになるなど視認性が大幅に向上した。その他にスピードガン機器更新（電波計測からカメラ計測へ）、内野グラウンドの黒土入れ替え、ファウルゾーンの人工芝張り替え、ラバーフェンス塗り替え、バックスクリーン塗り替え、ダッグアウトの床張り替えおよび壁と天井塗り替えを実施した。
なお、当球場では、コンサートなどグラウンドに設備や客席などを設けるようなイベントには使用を許可していない。これは天然芝などフィールド部分の損傷を防ぐための措置である。

## 愛称の由来

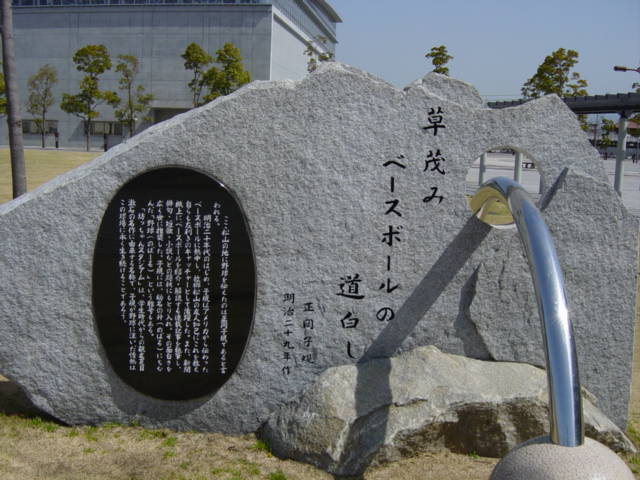
正面入り口前の正岡子規が詠んだ句の碑

公募により命名された愛称「坊っちゃんスタジアム」は、松山市を舞台にした夏目漱石の小説「坊っちゃん」に因んでいる。松山市内にはこの他にも「坊っちゃん」という愛称を冠するものが多数ある。
もともと「野球」という言葉は、松山市出身で夏目漱石らとも交遊関係にあった俳聖・正岡子規が作ったといわれる俗説がある。これは、子規の幼名の「升」（のぼる）に引っ掛けて「野（の）球（ボール）」という雅号を用いていたことが元になっている。ただし、これは「ベースボール」の日本語訳として作られたものではない。もっとも、「打者」「走者」「四球」など、数多くの野球用語の日本語訳を子規が作り出したのは事実であり、実際に子規自身も野球らしきものを楽しんでいたという。こうした関係もあり、現在に至るまで松山市をはじめ愛媛県内は高校野球が特に盛んで、全国的に名を知られる強豪校も多い。
このような背景に因んで、坊っちゃんスタジアムの開場当初、正面入口横には愛媛県の野球史を紹介する展示コーナーなどを有する「まつやま野球ランド」が設けられた。しかしその後、改修して展示内容を充実させることになり、2003年5月24日に野球歴史資料館「の・ボールミュージアム」に改称した。
また、スタジアムの最寄駅である予讃線市坪駅が輸送力増強のため改修され、2002年7月13日、同日のオールスターゲーム第2戦開催と正岡子規の野球殿堂入りを記念して「の・ボール駅」の愛称が付与された。

## 主なエピソード
- 2005年4月24日、ヤクルトスワローズの古田敦也が2000本安打を達成した。大卒社会人としては史上初の2000本到達で、また四国の野球場での記録達成も史上初。同年秋には記念碑が建てられた。
- 漫画『ドカベン スーパースターズ編』に登場する四国アイアンドッグスは、坊っちゃんスタジアムを本拠地球場としている。
- 2010年に開設10周年を迎えた。これを記念して4月にはプロ野球セ・リーグ公式戦東京ヤクルトスワローズ対読売ジャイアンツ2連戦、8月には東京六大学野球オールスターゲームが行われた。
- 2024年5月15日、東京ヤクルトスワローズの村上宗隆が通算200号本塁打を達成した。清原和博の持つ200号本塁打到達最年少記録を更新した。
- 東京ヤクルトスワローズ公式戦では、最終戦がデイゲームの場合、試合終了後にグラウンド体験ツアーと称して観客にグラウンドを開放することがある。

## 施設概要
松山中央公園野球場（坊っちゃんスタジアム）
- 2000年5月14日完成
- グラウンド面積：14,300m2
- 両翼：99.1m、中堅：122m
- 外野フェンス高：4.9m

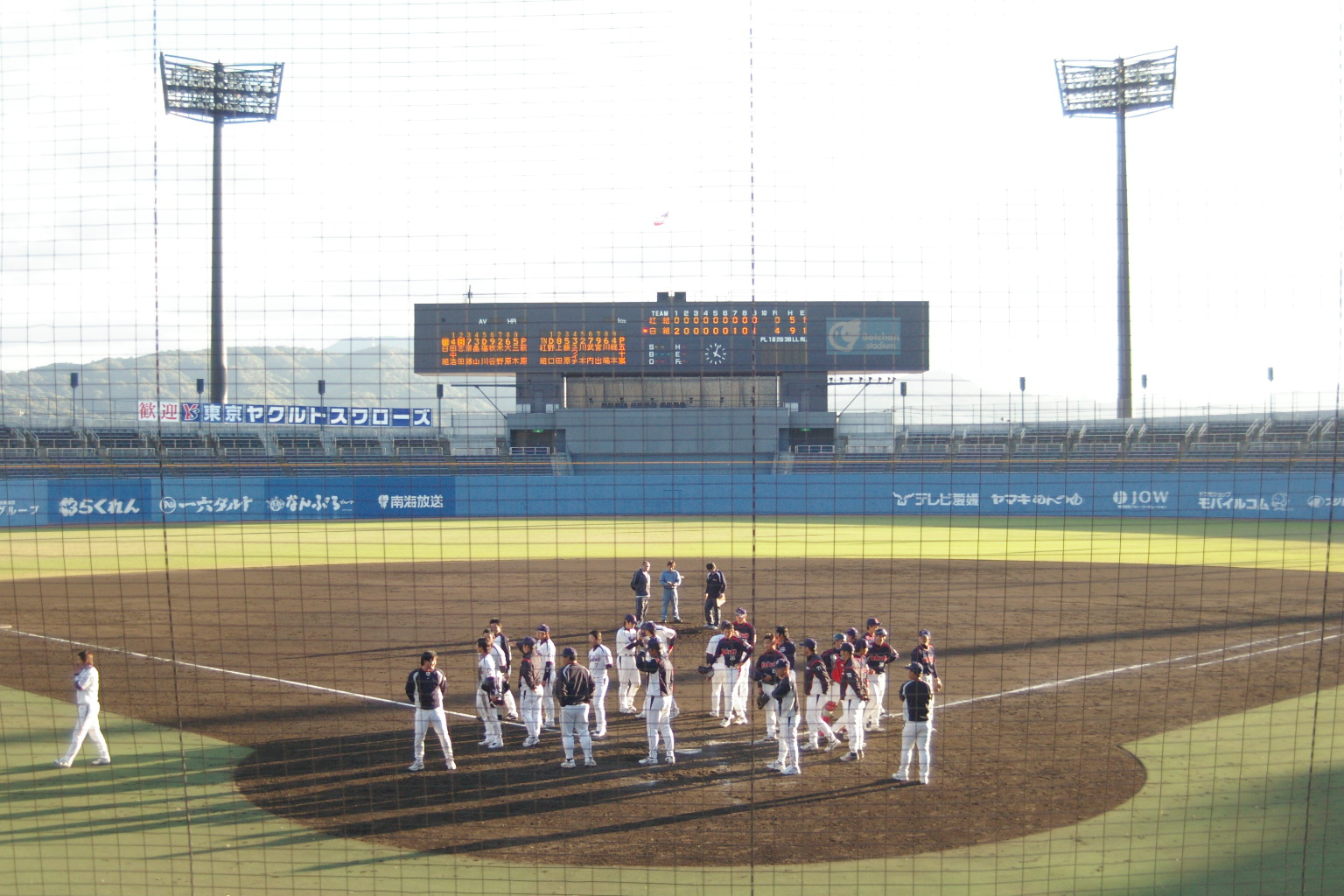
ネット裏から（夕方）

- 内野：クレー舗装、外野：天然芝、ファウルエリア（内野側）：透水性ショートパイル人工芝
- スコアボード：全面フルカラーLED式フリーボード[4]
- 照明設備：大屋根先端投光器×4基、照明塔×4基（最大平均照度：投捕間2500Lx、内野2500Lx、外野1200Lx）
- 収容人員：30,000人（内野スタンドは2階建て）
  - 内野1階：10,200人、内野2階：9,800人、外野：6,200人、立見：3,800人（うち車椅子席136席）
- 野球歴史資料館「の・ボールミュージアム」併設

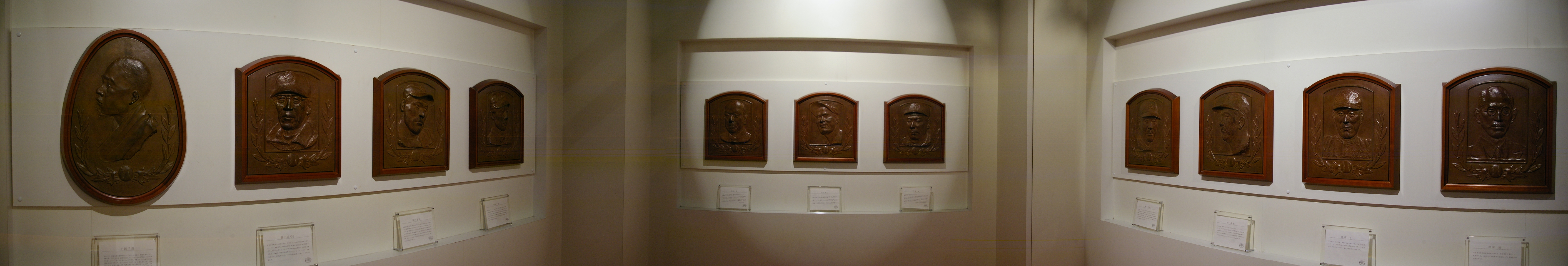
の・ボールミュージアムには、愛媛県関係者で殿堂入りを果たした人物のレリーフ（レプリカ）が展示されている。右から押川清、景浦將、森茂雄、藤本定義、千葉茂、白石勝巳、佐伯勇、筒井修、坪内道則、藤田元司、正岡子規

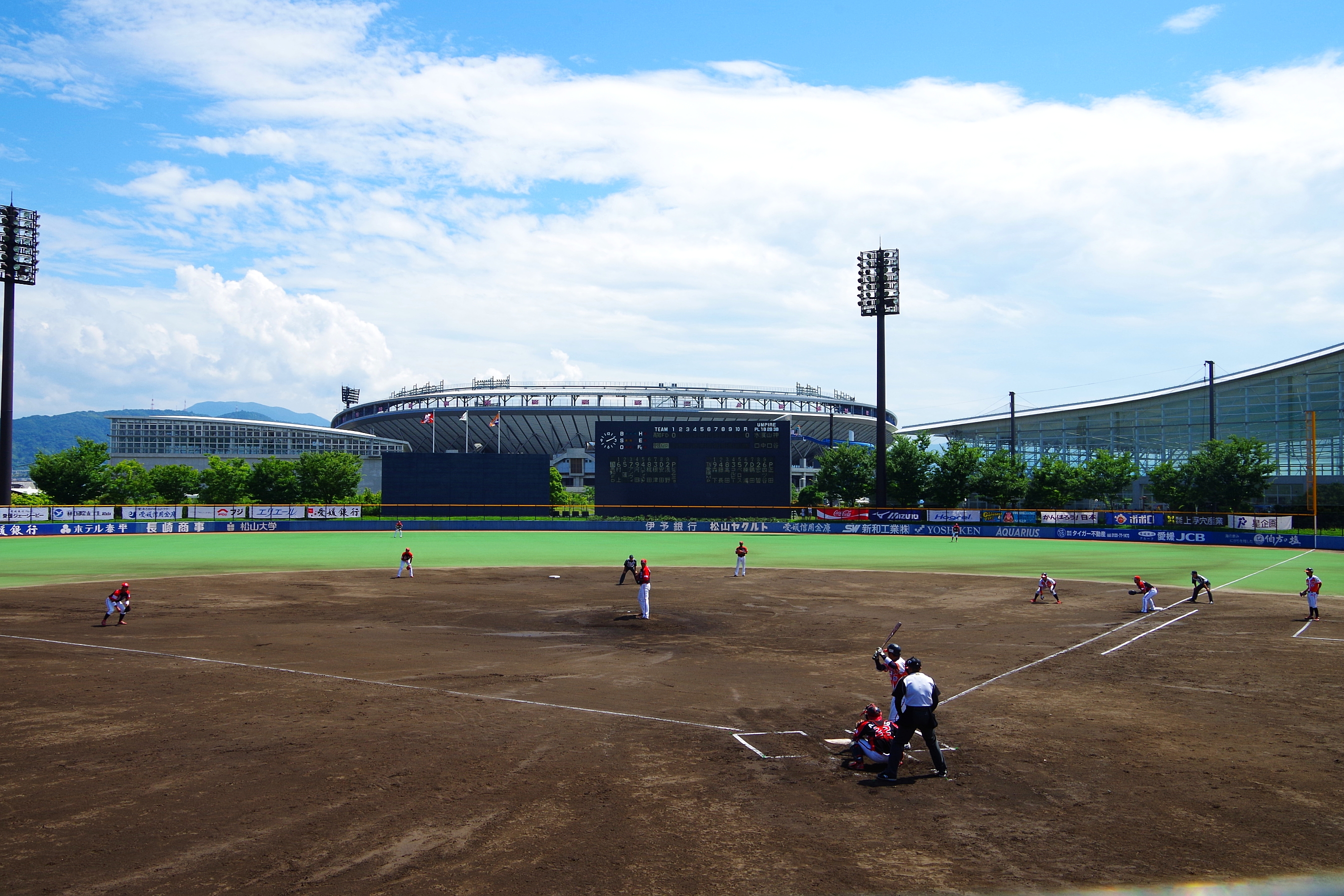
マドンナスタジアム（サブ球場）グラウンド

- 投球練習場（屋外ブルペン）併設

松山中央公園サブ野球場（マドンナスタジアム）
- 2003年6月1日開場
- 両翼：99.1m、中堅：122m
- 内野：クレー舗装、外野・ファウルエリア（一部）：透水性人工芝
- スコアボード：磁気反転式（メイン球場より移設）
- 照明設備：照明塔×4基（最大平均照度：内野500Lx、外野300Lx）
- 収容人員：2,000人
  - ネット裏、一・三塁側のみ

## プロ野球等開催状況
| 開催日        | ホームチーム           | 得点 | ビジターチーム             | 観客数   | 先発投手                                    | 本塁打                                              | 備考                                                   |
| ------------- | ---------------------- | ---- | -------------------------- | -------- | ------------------------------------------- | --------------------------------------------------- | ------------------------------------------------------ |
| 2000年7月15日 | 広島東洋カープ         | 8-2  | 中日ドラゴンズ             | 30,000人 | 広島：ミンチー 中日：山本昌                 | 広島：金本知憲 中日：井上一樹                       |                                                        |
| 2000年7月16日 | 広島東洋カープ         | 3-4  | 中日ドラゴンズ             | 21,000人 | 広島：山内泰幸 中日：野口茂樹               | 広島：金本知憲                                      |                                                        |
| 2000年8月20日 | 日本ハムファイターズ   | 3-7  | 西武ライオンズ             | 27,000人 | 日本ハム：清水章夫 西武：許銘傑             | 日本ハム：ウィルソン 西武：伊東勤                   |                                                        |
| 2001年5月24日 | 広島東洋カープ         | 0-1  | 横浜ベイスターズ           | 15,000人 | 広島：黒田博樹 横浜：小宮山悟               |                                                     |                                                        |
| 2001年7月7日  | 日本ハムファイターズ   | 4-6  | 千葉ロッテマリーンズ       | 15,000人 | 日本ハム：金村曉 ロッテ：黒木知宏           | 日本ハム：井出竜也 ロッテ：メイ、大塚明             |                                                        |
| 2002年4月20日 | ヤクルトスワローズ     | 5-0  | 中日ドラゴンズ             | 17,000人 | ヤクルト：ホッジス 中日：山本昌             | ヤクルト：ペタジーニ、宮本慎也                      |                                                        |
| 2002年4月21日 | ヤクルトスワローズ     | 2-1  | 中日ドラゴンズ             | 13,000人 | ヤクルト：入来智 中日：朝倉健太             | 中日：谷繁元信                                      |                                                        |
| 2002年5月6日  | 広島東洋カープ         | 中止 | 横浜ベイスターズ           |          |                                             |                                                     | 雨天ノーゲーム                                         |
| 2002年6月23日 | 日本ハムファイターズ   | 5-3  | 福岡ダイエーホークス       | 12,000人 | 日本ハム：金村曉 ダイエー：田之上慶三郎     | 日本ハム：金子誠 ダイエー：柴原洋                   |                                                        |
| 2003年5月24日 | ヤクルトスワローズ     | 5-3  | 阪神タイガース             | 30,000人 | ヤクルト：佐藤秀樹 阪神：ムーア             | 阪神：アリアス                                      |                                                        |
| 2003年5月25日 | ヤクルトスワローズ     | 4-6  | 阪神タイガース             | 25,000人 | ヤクルト：花田真人 阪神：藤川球児           | ヤクルト：宮出隆自                                  |                                                        |
| 2004年5月29日 | 大阪近鉄バファローズ   | 4-3  | 千葉ロッテマリーンズ       | 11,000人 | 近鉄：岩隈久志 ロッテ：ミンチー             | 近鉄：中村紀洋 ロッテ：福浦和也、ベニー             |                                                        |
| 2004年5月30日 | 大阪近鉄バファローズ   | 1-4  | 千葉ロッテマリーンズ       | 11,000人 | 近鉄：高木康成 ロッテ：清水直行             | ロッテ：ベニー、フランコ                            |                                                        |
| 2004年6月19日 | 広島東洋カープ         | 9-8  | ヤクルトスワローズ         | 20,000人 | 広島：河内貴哉 ヤクルト：マウンス           | 広島：シーツ                                        |                                                        |
| 2004年6月20日 | 広島東洋カープ         | 1-0  | ヤクルトスワローズ         | 18,000人 | 広島：黒田博樹 ヤクルト：石川雅規           |                                                     |                                                        |
| 2004年8月31日 | 読売ジャイアンツ       | 2-1  | 横浜ベイスターズ           | 30,000人 | 巨人：工藤公康 横浜：スコット・マレン       |                                                     |                                                        |
| 2005年4月23日 | ヤクルトスワローズ     | 0-4  | 広島東洋カープ             | 14,984人 | ヤクルト：川島亮 広島：小山田保裕           | 広島：ラロッカ                                      |                                                        |
| 2005年4月24日 | ヤクルトスワローズ     | 5-2  | 広島東洋カープ             | 17,913人 | ヤクルト：高井雄平 広島：大竹寛             | ヤクルト：ラミレス                                  |                                                        |
| 2005年8月6日  | 阪神タイガース         | 13-2 | 広島東洋カープ             | 20,073人 | 阪神：下柳剛 広島：黒田博樹                 | 阪神：シーツ 広島：栗原健太                         |                                                        |
| 2005年8月7日  | 阪神タイガース         | 1-4  | 広島東洋カープ             | 16,706人 | 阪神：杉山直久 広島：デイビー               | 広島：新井貴浩、栗原健太                            |                                                        |
| 2005年9月1日  | 読売ジャイアンツ       | 3-2  | ヤクルトスワローズ         | 23,171人 | 巨人西村健太朗 ヤクルト：川島亮             | 巨人：小久保裕紀 ヤクルト：小野公誠                 |                                                        |
| 2006年4月15日 | 東京ヤクルトスワローズ | 中止 | 中日ドラゴンズ             |          |                                             |                                                     | 雨天中止                                               |
| 2006年4月16日 | 東京ヤクルトスワローズ | 2-1  | 中日ドラゴンズ             | 16,581人 | ヤクルト：藤井秀悟 中日：マルティネス       |                                                     |                                                        |
| 2006年8月5日  | 阪神タイガース         | 11-7 | 広島東洋カープ             | 20,843人 | 阪神：安藤優也 広島：大竹寛                 |                                                     |                                                        |
| 2006年8月6日  | 阪神タイガース         | 9-4  | 広島東洋カープ             | 18,003人 | 阪神：能見篤史 広島：広池浩司               | 阪神：金本知憲                                      |                                                        |
| 2007年6月8日  | 東京ヤクルトスワローズ | 0-2  | 北海道日本ハムファイターズ | 15,722人 | ヤクルト：館山昌平 日本ハム：吉川光夫       | 日本ハム：セギノール                                | 日本生命交流戦 8回降雨コールド                         |
| 2007年6月9日  | 東京ヤクルトスワローズ | 3-2  | 北海道日本ハムファイターズ | 13,197人 | ヤクルト：藤井秀悟 日本ハム：ダルビッシュ有 | ヤクルト：ラミレス                                  | 日本生命交流戦                                         |
| 2008年8月6日  | 東京ヤクルトスワローズ | 2-2  | 中日ドラゴンズ             | 12,521人 | ヤクルト：石川雅規 中日：小笠原孝           | 中日：ウッズ                                        |                                                        |
| 2008年8月7日  | 東京ヤクルトスワローズ | 1-2  | 中日ドラゴンズ             | 11,045人 | ヤクルト：館山昌平 中日：佐藤充             | 中日：デラロサ                                      |                                                        |
| 2008年9月4日  | 読売ジャイアンツ       | 6-2  | 広島東洋カープ             | 24,095人 | 巨人：金刃憲人 広島：大竹寛                 | 巨人：小笠原道大                                    |                                                        |
| 2009年5月9日  | 東京ヤクルトスワローズ | 1-4  | 広島東洋カープ             | 19,119人 | ヤクルト：川島亮 広島：ルイス               |                                                     |                                                        |
| 2009年5月10日 | 東京ヤクルトスワローズ | 4-1  | 広島東洋カープ             | 14,891人 | ヤクルト：館山昌平 広島：青木高広           |                                                     |                                                        |
| 2010年4月17日 | 東京ヤクルトスワローズ | 1-6  | 読売ジャイアンツ           | 24,639人 | ヤクルト：由規 巨人：東野峻                 |                                                     |                                                        |
| 2010年4月18日 | 東京ヤクルトスワローズ | 3-1  | 読売ジャイアンツ           | 20,861人 | ヤクルト：村中恭兵 巨人：西村健太朗         |                                                     |                                                        |
| 2011年5月7日  | 東京ヤクルトスワローズ | 6-9  | 広島東洋カープ             | 17,024人 | ヤクルト：中澤雅人 広島：今村猛             | 広島：岩本貴裕                                      |                                                        |
| 2011年5月8日  | 東京ヤクルトスワローズ | 3-3  | 広島東洋カープ             | 15,096人 | ヤクルト：増渕竜義 広島：前田健太           |                                                     |                                                        |
| 2012年4月14日 | 東京ヤクルトスワローズ | 10-1 | 広島東洋カープ             | 14,636人 | ヤクルト：村中恭兵 広島：バリントン         |                                                     |                                                        |
| 2012年4月15日 | 東京ヤクルトスワローズ | 1-0  | 広島東洋カープ             | 16,006人 | ヤクルト：赤川克紀 広島：野村祐輔           |                                                     | グラウンド体験ツアー                                   |
| 2012年7月3日  | 阪神タイガース         | 3-4  | 広島東洋カープ             | 22,046人 | 阪神：スタンリッジ 広島：大竹寛             | 阪神：鳥谷敬                                        |                                                        |
| 2012年7月4日  | 阪神タイガース         | 1-3  | 広島東洋カープ             | 21,851人 | 阪神：岩田稔 広島：今井啓介                 |                                                     |                                                        |
| 2013年5月10日 | 東京ヤクルトスワローズ | 0-5  | 阪神タイガース             | 10,036人 | ヤクルト：石川雅規 阪神：メッセンジャー     |                                                     | 当球場初の3連戦                                        |
| 2013年5月11日 | 東京ヤクルトスワローズ | 7-11 | 阪神タイガース             | 20,115人 | ヤクルト：小川泰弘 阪神：岩田稔             | ヤクルト：バレンティン 阪神：鳥谷敬                 |                                                        |
| 2013年5月12日 | 東京ヤクルトスワローズ | 2-4  | 阪神タイガース             | 18,207人 | ヤクルト：八木亮祐 阪神：能見篤史           | ヤクルト：水田圭介 阪神：新井貴浩                   | グラウンド体験ツアー                                   |
| 2014年8月23日 | 東京ヤクルトスワローズ | 4-2  | 横浜DeNAベイスターズ       | 15,680人 | ヤクルト：石山泰稚 DeNA：モスコーソ         | DeNA：多村仁志                                      |                                                        |
| 2014年8月24日 | 東京ヤクルトスワローズ | 2-1  | 横浜DeNAベイスターズ       | 10,635人 | ヤクルト：小川泰弘 DeNA：井納翔一           | ヤクルト：雄平、武内晋一 DeNA：バルディリス         |                                                        |
| 2015年4月14日 | 東京ヤクルトスワローズ |      | 広島東洋カープ             |          |                                             |                                                     | 雨天ノーゲーム                                         |
| 2015年4月15日 | 東京ヤクルトスワローズ | 1-0  | 広島東洋カープ             | 17,328人 | ヤクルト：石山泰稚 広島：前田健太           |                                                     |                                                        |
| 2015年7月28日 | 読売ジャイアンツ       | 11-3 | 横浜DeNAベイスターズ       | 22,516人 | 巨人：マイコラス DeNA：久保康友             | 巨人：長野久義、阿部慎之助                          |                                                        |
| 2016年4月16日 | 東京ヤクルトスワローズ | 4-0  | 横浜DeNAベイスターズ       | 14,336人 | ヤクルト：石川雅規 DeNA：井納翔一           | ヤクルト：バレンティン                              |                                                        |
| 2016年4月17日 | 東京ヤクルトスワローズ | 5-4  | 横浜DeNAベイスターズ       | 13,201人 | ヤクルト：原樹理 DeNA：山口俊               |                                                     | グラウンド体験ツアー                                   |
| 2017年5月13日 | 東京ヤクルトスワローズ | 3-4  | 中日ドラゴンズ             | 15,190人 | ヤクルト：小川泰弘 中日：又吉克樹           | 中日：ゲレーロ、ビシエド                            |                                                        |
| 2017年5月14日 | 東京ヤクルトスワローズ | 5-1  | 中日ドラゴンズ             | 14,536人 | ヤクルト：星知弥 中日：吉見一起             | ヤクルト：荒木貴裕                                  | グラウンド体験ツアー                                   |
| 2018年4月24日 | 東京ヤクルトスワローズ | 中止 | 阪神タイガース             |          |                                             |                                                     | 雨天中止                                               |
| 2018年4月25日 | 東京ヤクルトスワローズ | 2-4  | 阪神タイガース             | 18,901人 | ヤクルト：ハフ 阪神：メッセンジャー         |                                                     |                                                        |
| 2019年4月16日 | 東京ヤクルトスワローズ | 9-5  | 阪神タイガース             | 19,424人 | ヤクルト：原樹理 阪神：ガルシア             | ヤクルト：村上宗隆、バレンティン 阪神：中谷将大     |                                                        |
| 2020年8月25日 | 東京ヤクルトスワローズ | 中止 | 読売ジャイアンツ           |          |                                             |                                                     | 新型コロナウイルス感染症の影響による日程変更に伴い中止 |
| 2020年8月26日 | 東京ヤクルトスワローズ | 中止 | 読売ジャイアンツ           |          |                                             |                                                     | 新型コロナウイルス感染症の影響による日程変更に伴い中止 |
| 2021年8月17日 | 東京ヤクルトスワローズ | 13-3 | 読売ジャイアンツ           | 11,787人 | ヤクルト：高橋奎二 巨人：髙橋優貴           | ヤクルト：村上宗隆、山田哲人 巨人：丸佳浩、岡本和真 |                                                        |
| 2021年8月18日 | 東京ヤクルトスワローズ | 2-3  | 読売ジャイアンツ           | 10,987人 | ヤクルト：石川雅規 巨人：直江大輔           | ヤクルト：村上宗隆                                  |                                                        |
| 2022年4月12日 | 東京ヤクルトスワローズ | 3-1  | 広島東洋カープ             | 11,891人 | ヤクルト：サイスニード 広島：九里亜蓮       |                                                     |                                                        |
| 2022年4月13日 | 東京ヤクルトスワローズ | 1-5  | 広島東洋カープ             | 11,535人 | ヤクルト：高梨裕稔 広島：床田寛樹           | ヤクルト：濱田太貴                                  |                                                        |
| 2023年4月18日 | 東京ヤクルトスワローズ | 2-0  | 中日ドラゴンズ             | 24,531人 | ヤクルト： サイスニード 中日：涌井秀章      |                                                     |                                                        |
| 2024年5月14日 | 東京ヤクルトスワローズ | 1-2  | 広島東洋カープ             | 18,363人 | ヤクルト：小澤怜史 広島：床田寛樹           | ヤクルト：武岡龍世                                  |                                                        |
| 2024年5月15日 | 東京ヤクルトスワローズ | 2-0  | 広島東洋カープ             | 20,855人 | ヤクルト：松本健吾 広島：森下暢仁           | ヤクルト：村上宗隆                                  |                                                        |
| 2025年4月15日 | 東京ヤクルトスワローズ | 1-5  | 阪神タイガース             | 26,943人 | ヤクルト：奥川恭伸 阪神：才木浩人           |                                                     |                                                        |

| 開催日         | ホームチーム             | 得点 | ビジターチーム       | 観客数   | 備考                                                                   |
| -------------- | ------------------------ | ---- | -------------------- | -------- | ---------------------------------------------------------------------- |
| 2000年7月21日  | ウエスタン・リーグ       | 3-0  | イースタン・リーグ   | 18,000人 | フレッシュ2000                                                         |
| 2001年10月6日  | 西武ライオンズ           | 5-0  | 阪神タイガース       | 14,000人 | ファーム日本選手権                                                     |
| 2002年10月12日 | 阪神タイガース           | 16-3 | 西武ライオンズ       | 10,000人 | ファーム日本選手権                                                     |
| 2002年7月13日  | セントラル・リーグ       | 2-4  | パシフィック・リーグ | 27,063人 | サンヨーオールスターゲーム第2戦                                        |
| 2003年11月23日 | パシフィック・リーグOB   | 10-4 | セントラル・リーグOB | 23,000人 | OBオールスターゲーム                                                   |
| 2007年7月19日  | ウエスタン・リーグ       | 1-0  | イースタン・リーグ   | 13,090人 | フレッシュオールスターゲーム                                           |
| 2012年7月21日  | セントラル・リーグ       | 4-0  | パシフィック・リーグ | 25,612人 | マツダオールスターゲーム第2戦                                          |
| 2012年10月6日  | 福岡ソフトバンクホークス | 0-4  | 千葉ロッテマリーンズ | 6,639人  | ファーム日本選手権                                                     |
| 2020年7月13日  |                          | 中止 |                      |          | フレッシュオールスターゲーム。新型コロナウイルス感染症の影響により中止 |
| 2021年7月15日  | ウエスタン・リーグ       | 1-3  | イースタン・リーグ   | 7,105人  | フレッシュオールスターゲーム                                           |
| 2022年7月27日  | セントラル・リーグ       | 1-2  | パシフィック・リーグ | 25,230人 | マイナビオールスターゲーム第2戦                                        |

| 開催日        | ホームチーム                 | 得点 | ビジターチーム               | 観客数  | 備考           |
| ------------- | ---------------------------- | ---- | ---------------------------- | ------- | -------------- |
| 2001年3月3日  | 広島東洋カープ               | 7-6  | 西武ライオンズ               |         |                |
| 2001年3月14日 | 読売ジャイアンツ             | 1-3  | 日本ハムファイターズ         |         |                |
| 2001年3月23日 | 阪神タイガース               | 2-13 | 広島東洋カープ               |         |                |
| 2002年3月9日  | 阪神タイガース               | 3-2  | 大阪近鉄バファローズ         |         |                |
| 2002年3月19日 | 広島東洋カープ               | 3-5  | 読売ジャイアンツ             |         |                |
| 2003年3月4日  | 阪神タイガース               | 3-1  | 広島東洋カープ               |         |                |
| 2004年3月4日  | 阪神タイガース               | 8-3  | 千葉ロッテマリーンズ         |         |                |
| 2005年3月10日 | 広島東洋カープ               | 2-3  | 読売ジャイアンツ             |         |                |
| 2006年3月17日 | 阪神タイガース               | 0-1  | 広島東洋カープ               | 5,451人 |                |
| 2007年3月4日  | 西武ライオンズ               | 8-5  | 横浜ベイスターズ             | 6,112人 |                |
| 2007年3月8日  | 阪神タイガース               | 2-2  | 東北楽天ゴールデンイーグルス | 6,313人 |                |
| 2013年3月12日 | 東北楽天ゴールデンイーグルス | 1-2  | 北海道日本ハムファイターズ   | 2,518人 |                |
| 2013年3月13日 | 東北楽天ゴールデンイーグルス | 中止 | 北海道日本ハムファイターズ   |         | 雨天ノーゲーム |

| 開催日         | ホームチーム                                          | 得点 | ビジターチーム                                             | 観客数   | 備考                                                                    |
| -------------- | ----------------------------------------------------- | ---- | ---------------------------------------------------------- | -------- | ----------------------------------------------------------------------- |
| 2001年11月23日 | 大阪ロマンズ                                          | 5-0  | 名古屋80D'sers                                             | 5,500人  | プロ野球マスターズリーグ                                                |
| 2001年12月1日  | 大阪ロマンズ                                          | 10-9 | 札幌アンビシャス                                           | 8,000人  | プロ野球マスターズリーグ                                                |
| 2002年12月1日  | 大阪ロマンズ                                          | 6-1  | 札幌アンビシャス                                           | 11,000人 | プロ野球マスターズリーグ                                                |
| 2002年9月1日   | 読売ジャイアンツ                                      | 1-2  | 千葉ロッテマリーンズ                                       |          |                                                                         |
| 2006年5月16日  | 福岡ソフトバンクホークス2軍                           | 6-0  | 四国アイランドリーグ選抜                                   | 1,135人  |                                                                         |
| 2006年5月17日  | 福岡ソフトバンクホークス2軍                           | 中止 | 四国アイランドリーグ選抜                                   |          | 雨天中止                                                                |
| 2006年8月18日  | 阪神タイガース                                        | 中止 | 社会人野球四国選抜                                         |          | 雨天中止                                                                |
| 2006年8月19日  | 阪神タイガース                                        | 不明 | 東北楽天ゴールデンイーグルス                               | 300人    | ファーム練習試合                                                        |
| 2006年8月20日  | 阪神タイガース                                        | 不明 | 東北楽天ゴールデンイーグルス                               | 900人    | ファーム練習試合                                                        |
| 2006年11月15日 | 東京ヤクルトスワローズ                                | 不明 | 香川オリーブガイナーズ                                     |          |                                                                         |
| 2006年11月19日 | 東京ヤクルトスワローズ                                | 不明 | 四国アイランドリーグ選抜                                   |          |                                                                         |
| 2007年9月11日  | 愛媛マンダリンパイレーツ                              | 不明 | 千葉ロッテマリーンズ2軍                                    | 1,145人  |                                                                         |
| 2007年9月12日  | 四国アイランドリーグ選抜                              | 不明 | 千葉ロッテマリーンズ2軍                                    | 1,357人  |                                                                         |
| 2007年11月15日 | 東京ヤクルトスワローズ                                | 0-0  | 香川オリーブガイナーズ・愛媛マンダリンパイレーツ混成チーム |          |                                                                         |
| 2009年5月27日  | 四国・九州アイランドリーグ選抜                        | 3-4  | 福岡ソフトバンクホークス2軍                                |          |                                                                         |
| 2010年4月24日  | 愛媛マンダリンパイレーツ                              | 10-4 | 福岡ソフトバンクホークス2軍                                | 957人    |                                                                         |
| 2010年8月21日  | 茨城ゴールデンゴールズ                                | 6-7  | 松山フェニックス                                           |          |                                                                         |
| 2010年8月28日  | チーム坊っちゃん （慶應義塾大学・立教大学・法政大学） | 4-1  | チームマドンナ （早稲田大学・明治大学・東京大学）          | 13,500人 | 東京六大学野球オールスターゲーム                                        |
| 2013年7月2日   | 大学日本代表                                          | 0-2  | 福岡ソフトバンクホークス3軍                                |          |                                                                         |
| 2013年7月3日   | 福岡ソフトバンクホークス3軍                           | 3-2  | 大学日本代表                                               |          | 7回降雨コールド                                                         |
| 2013年7月4日   | 大学日本代表                                          | 8-0  | 四国銀行                                                   |          | マドンナスタジアムにて開催                                              |
| 2013年7月6日   | 大学日本代表                                          | 3-6  | 大学米国代表                                               |          | 第39回日米大学野球選手権大会                                            |
| 2013年7月7日   | 大学米国代表                                          | 0-4  | 大学日本代表                                               |          | 第39回日米大学野球選手権大会                                            |
| 2013年8月24日  | 京都フローラ                                          | 2-2  | レイア                                                     | 193人    | 日本女子プロ野球リーグ ティアラカップ愛媛松山大会                       |
| 2013年8月24日  | 兵庫ディオーネ                                        | 0-2  | 埼玉アストライア                                           | 207人    | ティアラカップ愛媛松山大会                                              |
| 2013年8月26日  | 兵庫ディオーネ                                        | 1-5  | 京都フローラ                                               | 86人     | ティアラカップ愛媛松山大会                                              |
| 2013年8月26日  | 埼玉アストライア                                      | 4-2  | レイア                                                     | 172人    | ティアラカップ愛媛松山大会                                              |
| 2014年11月14日 | 東京ヤクルトスワローズ                                | 不明 | 四国アイランドリーグplus混成チーム                         |          |                                                                         |
| 2014年11月16日 | 東京ヤクルトスワローズ                                | 8-1  | 社会人野球四国地区連盟選抜                                 |          |                                                                         |
| 2014年11月18日 | 四国アイランドリーグplus混成チーム                    | 不明 | 東京ヤクルトスワローズ                                     |          |                                                                         |
| 2015年11月19日 | 東京ヤクルトスワローズ                                | 4-0  | 四国アイランドリーグplus混成チーム                         |          |                                                                         |
| 2019年7月14日  | 侍ジャパン大学日本代表                                | 2-5  | 広島東洋カープ2軍                                          |          | マドンナスタジアムにて開催                                              |
| 2019年7月16日  | 侍ジャパン大学日本代表                                | 1-3  | 大学米国代表                                               |          |                                                                         |
| 2020年8月29日  |                                                       | 中止 |                                                            |          | 東京六大学オールスターゲーム。 新型コロナウイルス感染症の影響により中止 |
| 2022年8月27日  | 石鎚マウンテンズ （明治大学・法政大学・早稲田大学）   | 7-0  | 瀬戸内オーシャンズ （慶應義塾大学・立教大学・東京大学）    | 4,653人  | 東京六大学野球オールスターゲーム                                        |
| 2022年11月12日 | 東京ヤクルトスワローズ                                | 12-1 | 愛媛マンダリンパイレーツ                                   |          |                                                                         |
| 2023年11月11日 | 東京ヤクルトスワローズ                                | 2-0  | 愛媛マンダリンパイレーツ                                   |          |                                                                         |

## 交通

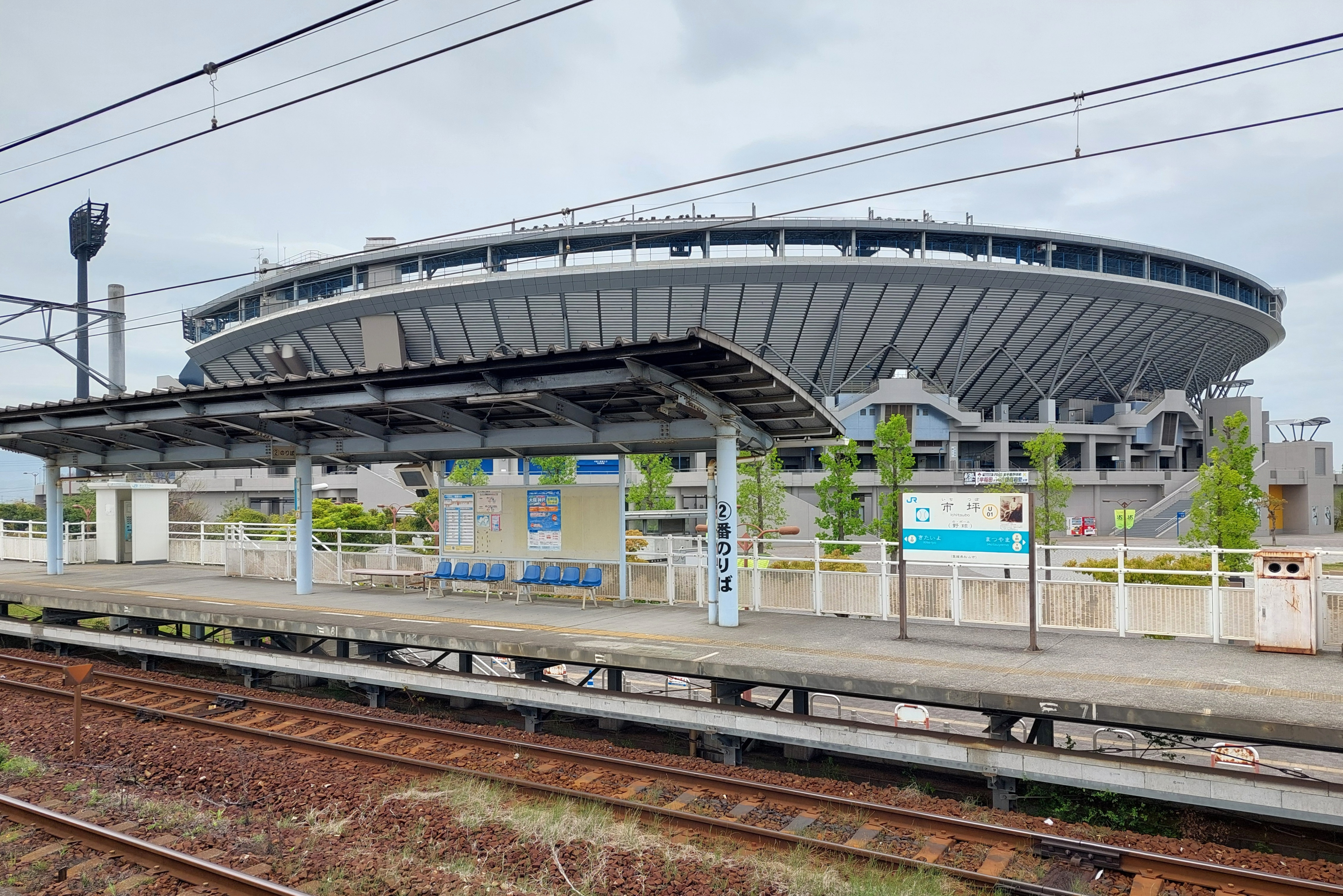
市坪駅

- 四国旅客鉄道（JR四国）予讃線・市坪駅（野球 〜の・ボール〜 駅）下車
  - プロ野球等開催時は、臨時列車が運行されるほか、特急「宇和海」臨時停車あり
- 伊予鉄バス
  - 松山市駅から「(51)松山中央公園線」で坊っちゃんスタジアムバス停下車、マドンナスタジアムへは終点マドンナスタジアムバス停下車
  - 松山市駅から「市坪はなみずき線『(32)はなみずきまわり』『(33)市坪まわり』」で市坪バス停下車
  - プロ野球公式戦開催時は、松山市駅 - 坊っちゃんスタジアム間臨時バス運行あり

## 関連画像

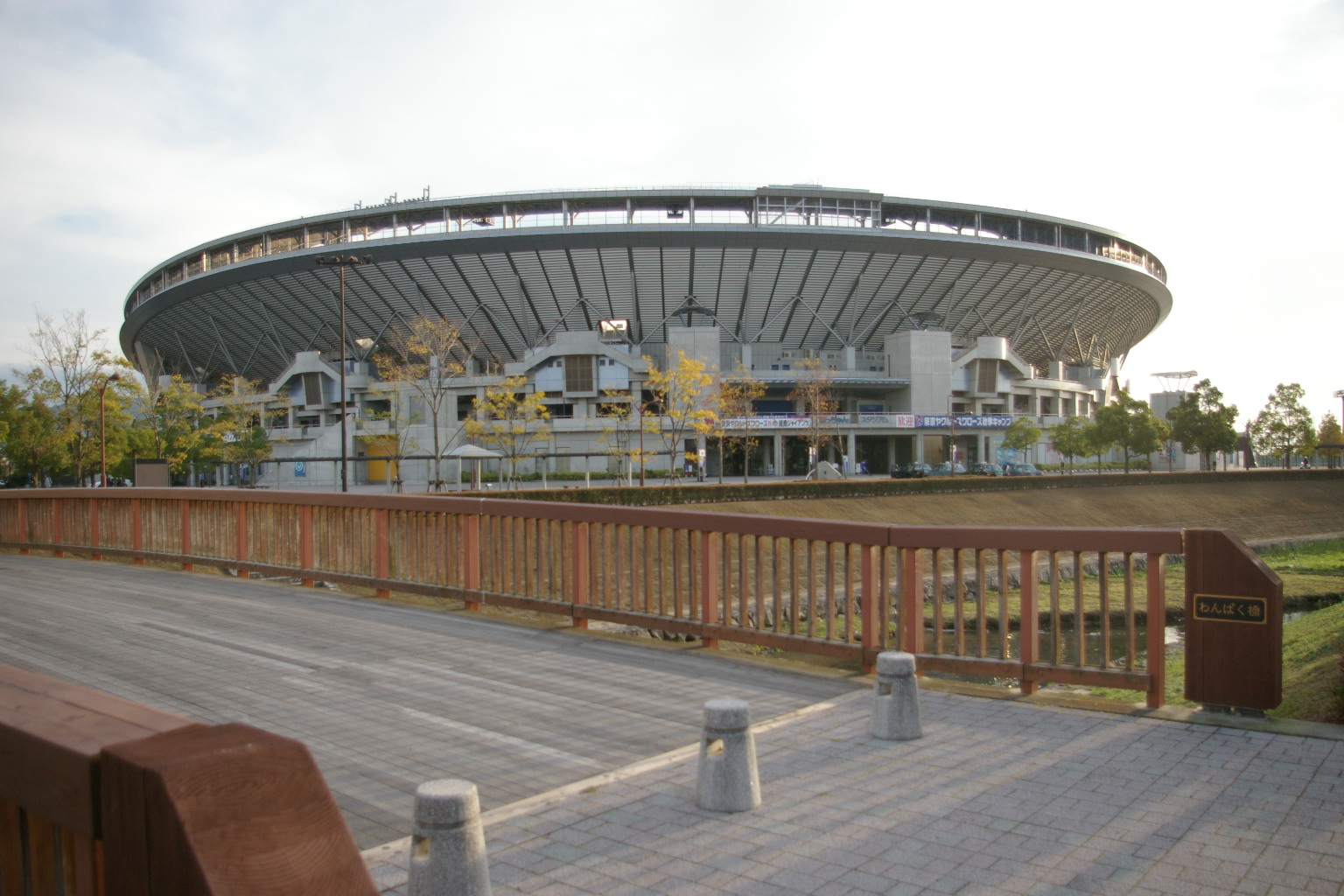
外観
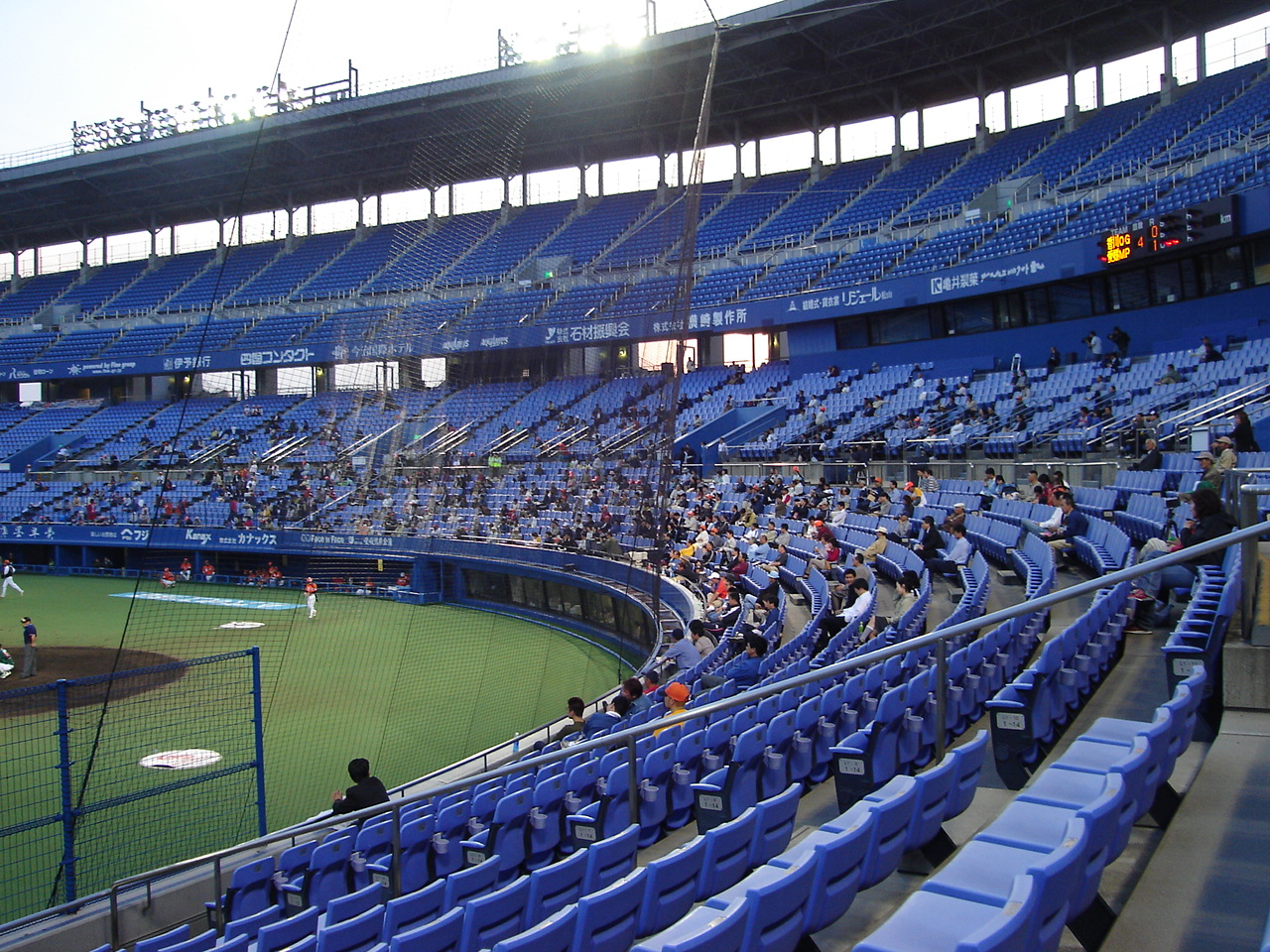
内野スタンド
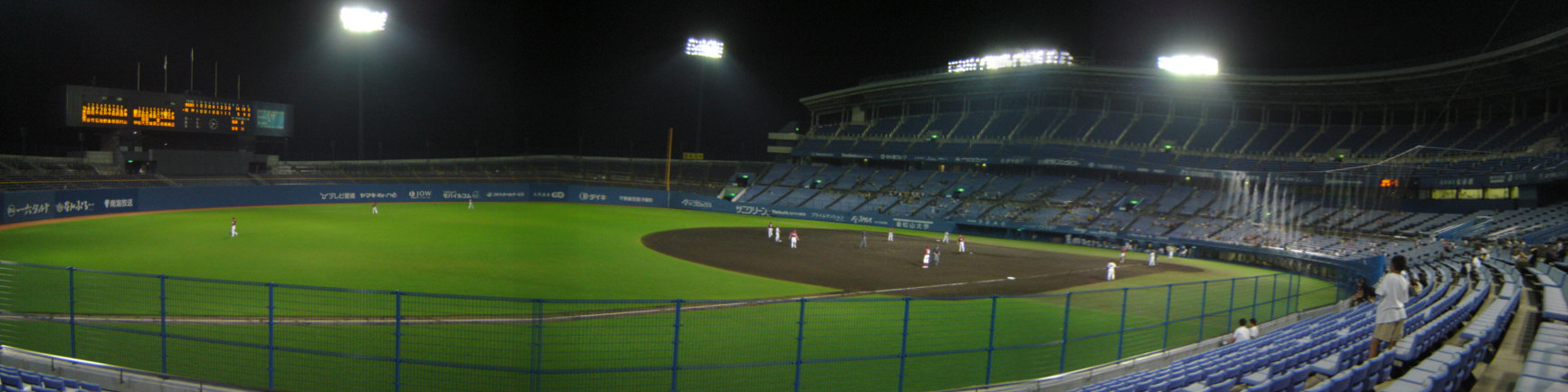
内野スタンドから（パノラマ・2006年）
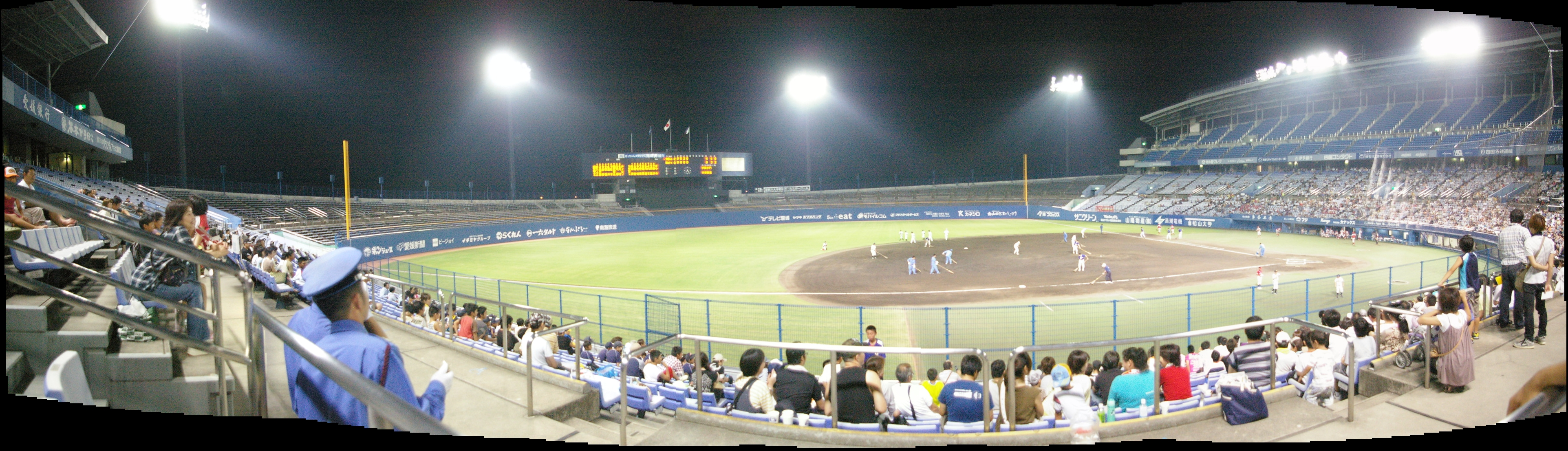
内野スタンドから（パノラマ・2010年）
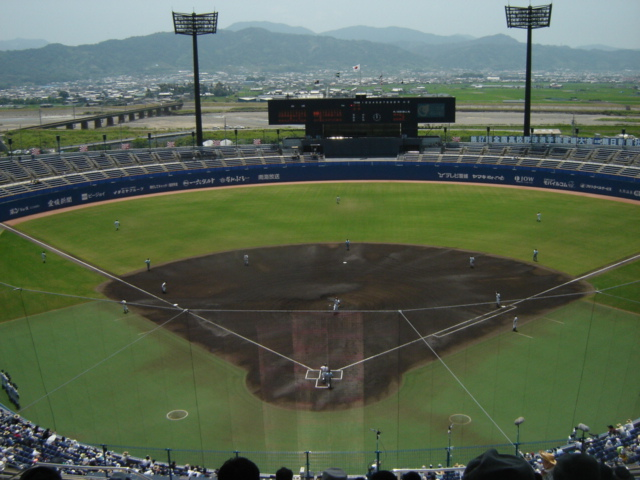
2階席から
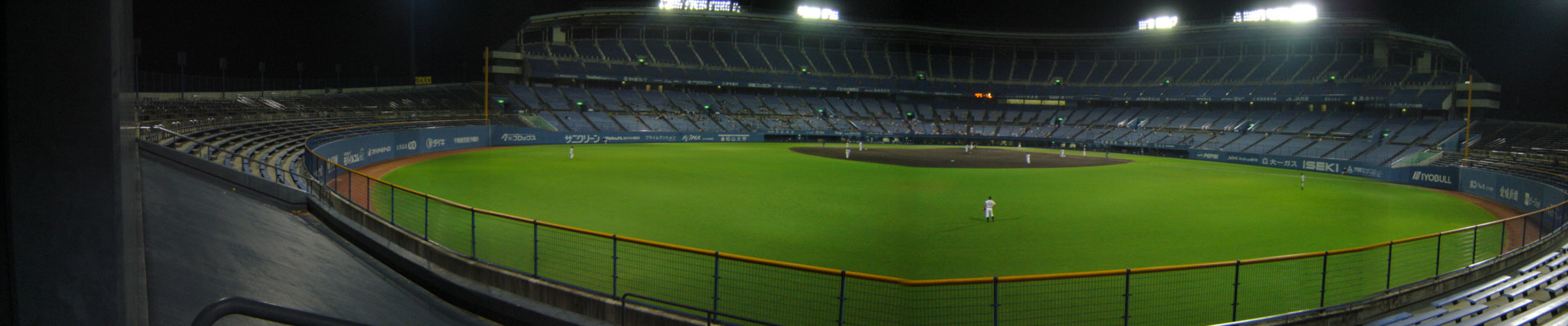
レフトスタンドから（夜・パノラマ）
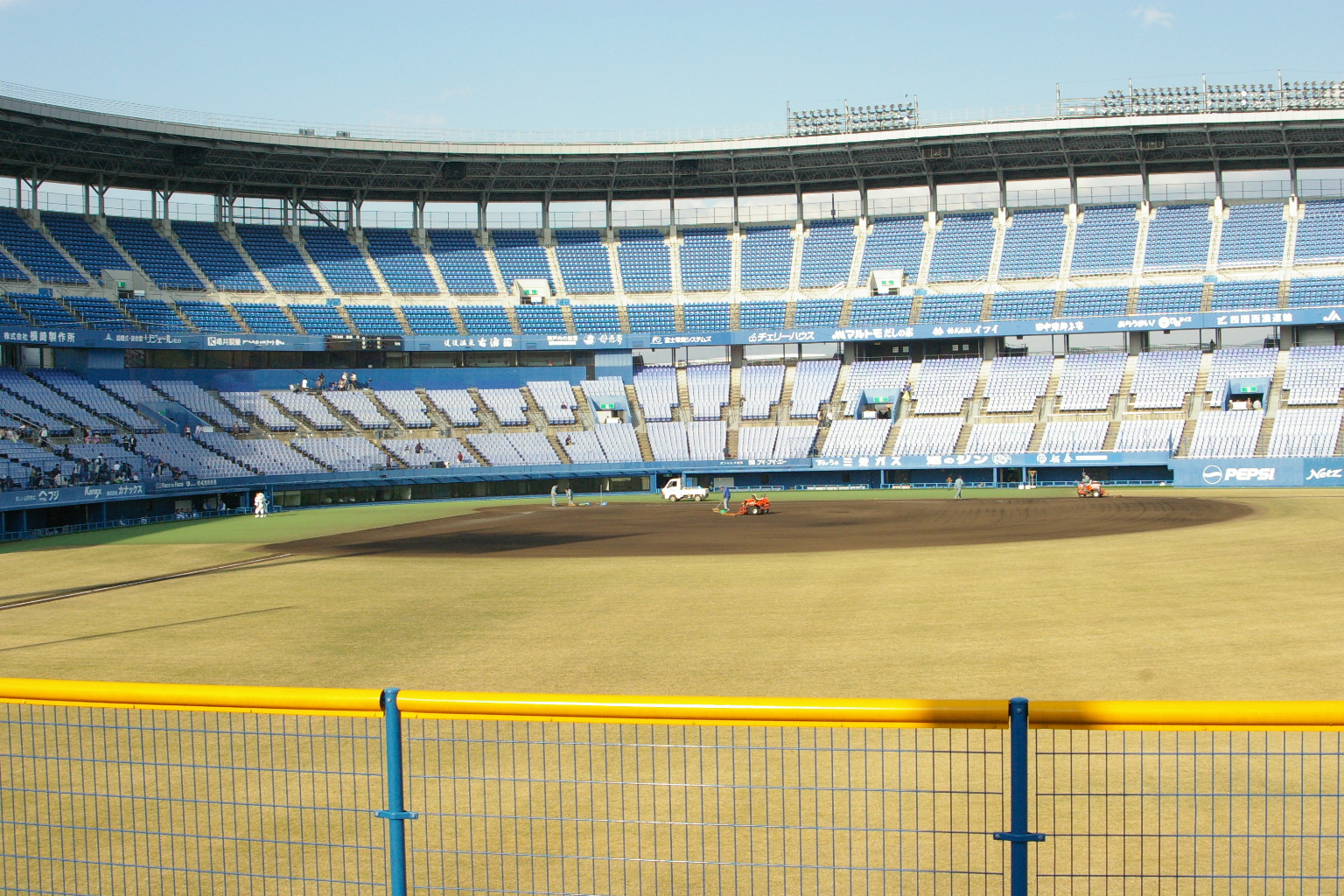
ライトスタンドから（昼）
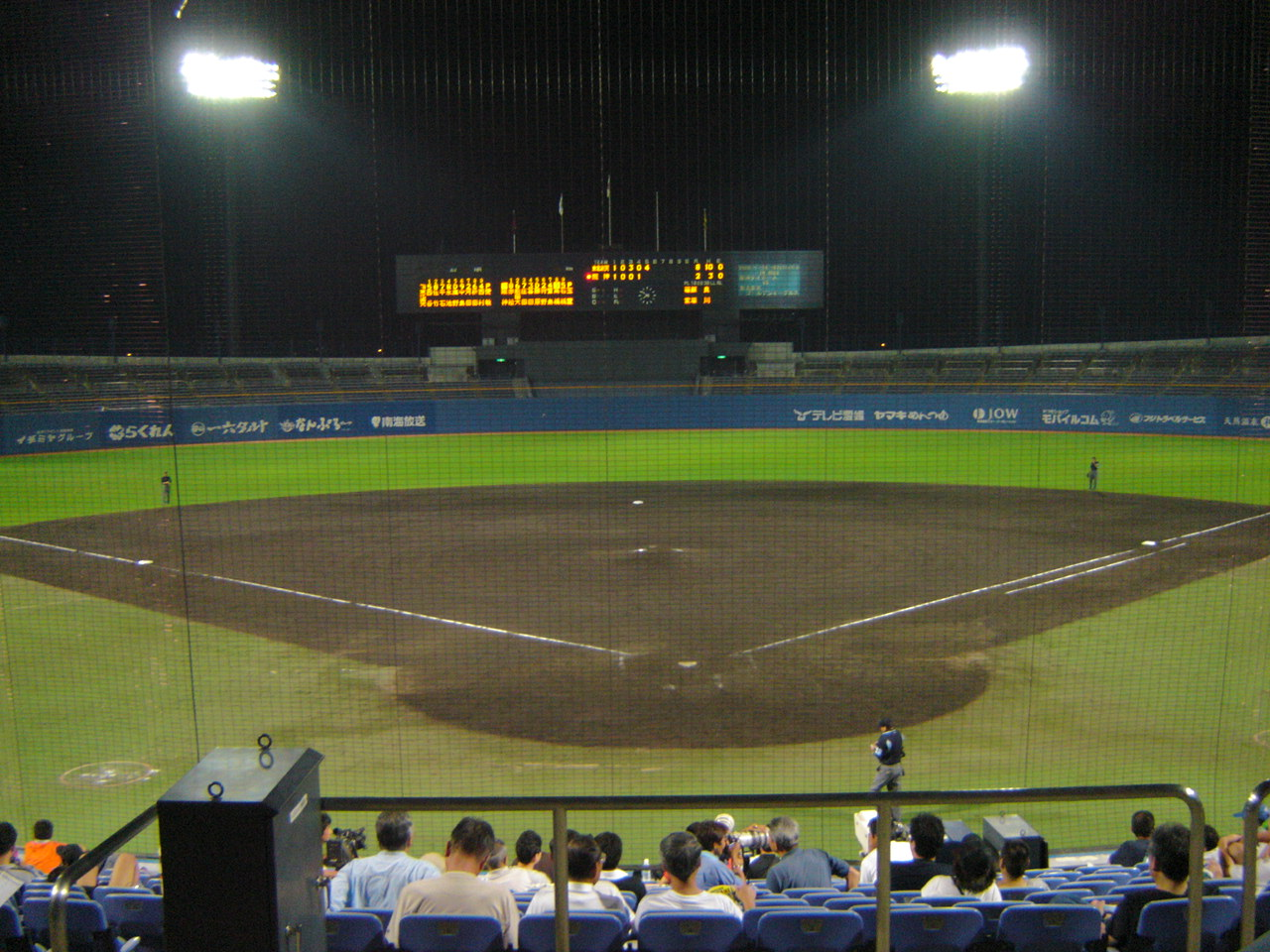
ネット裏から（夜）
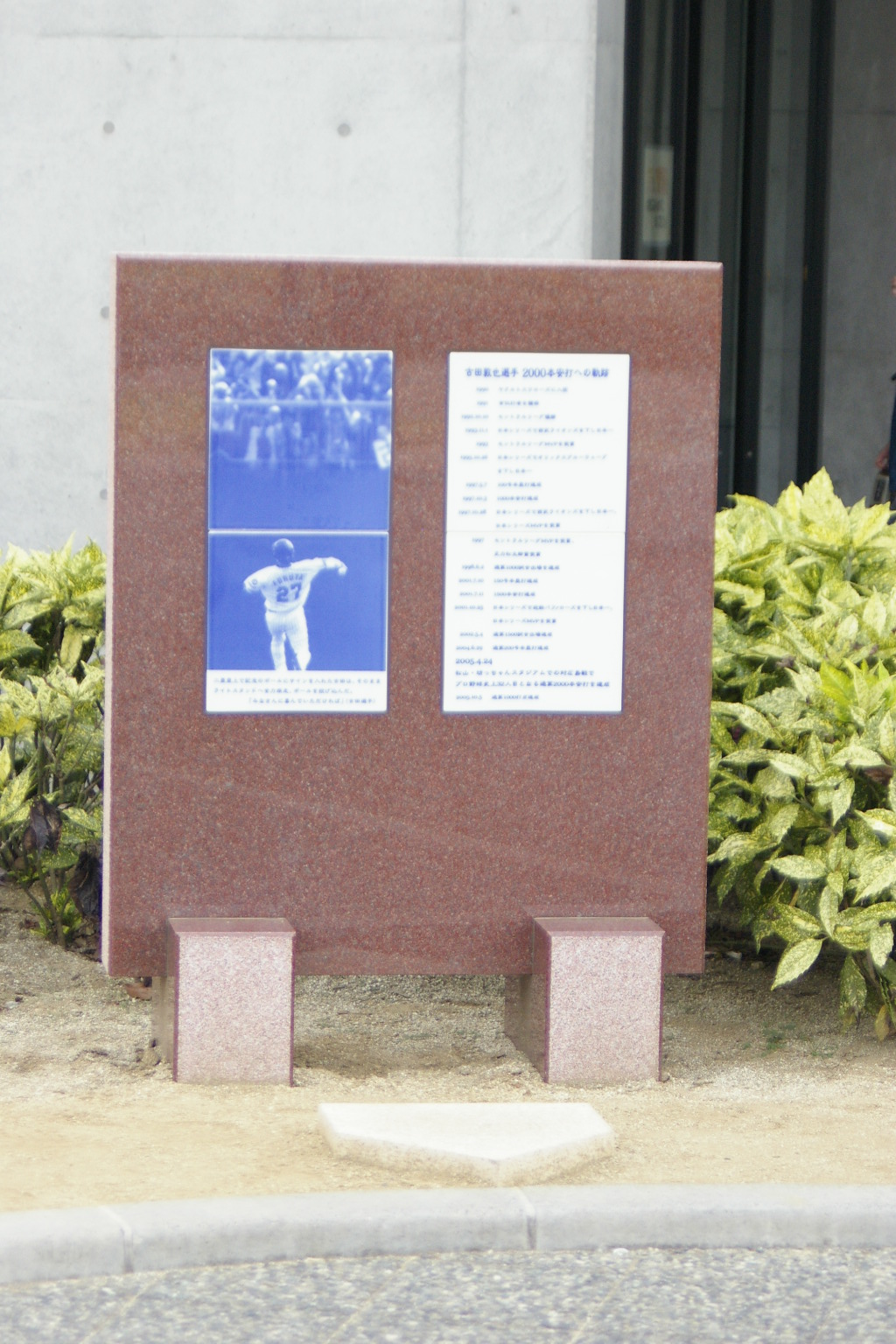
古田敦也2000本安打達成記念碑。記念のボールをスタンドに投げ入れる古田の姿がモチーフになっている。
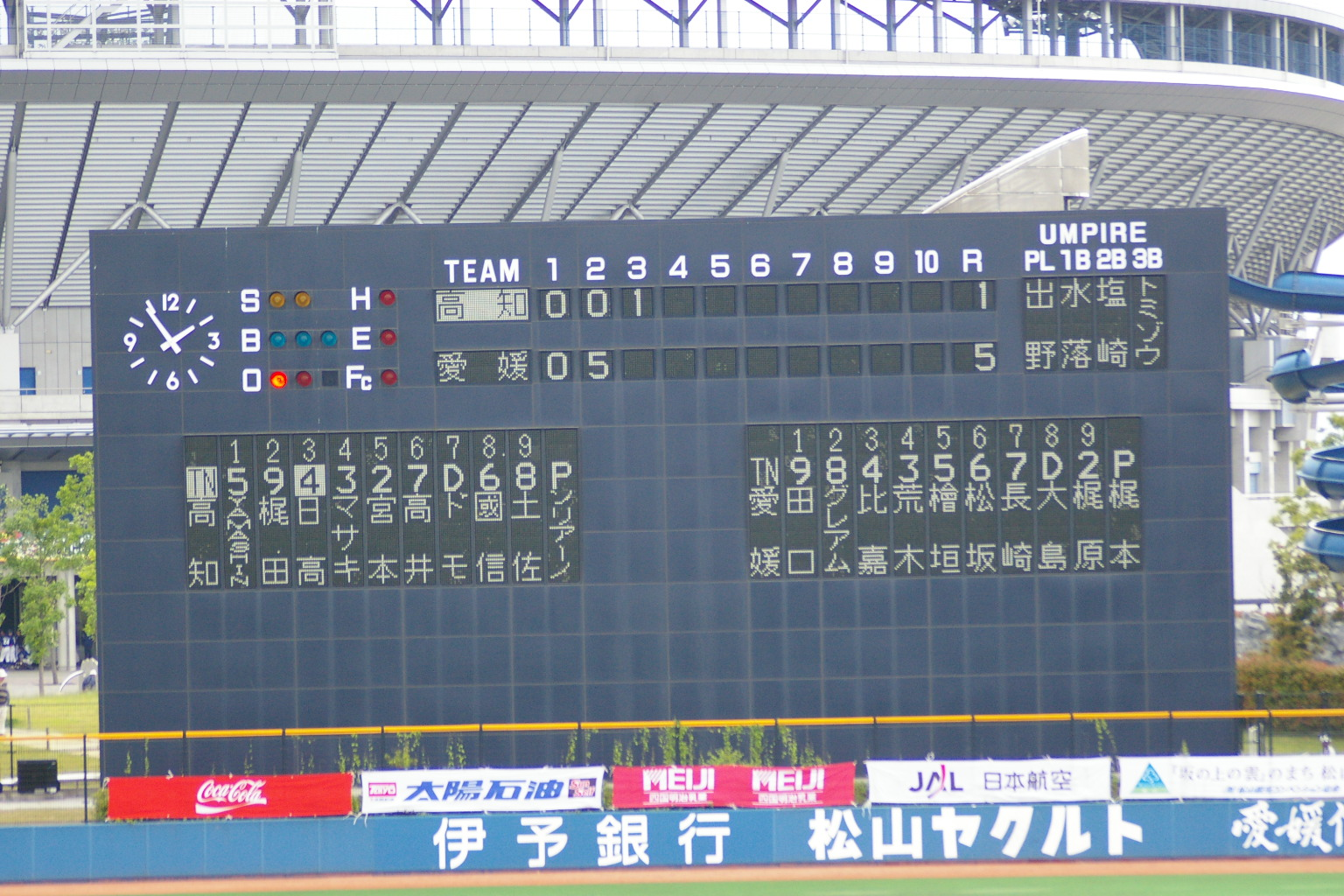
マドンナスタジアム（サブ球場）スコアボード
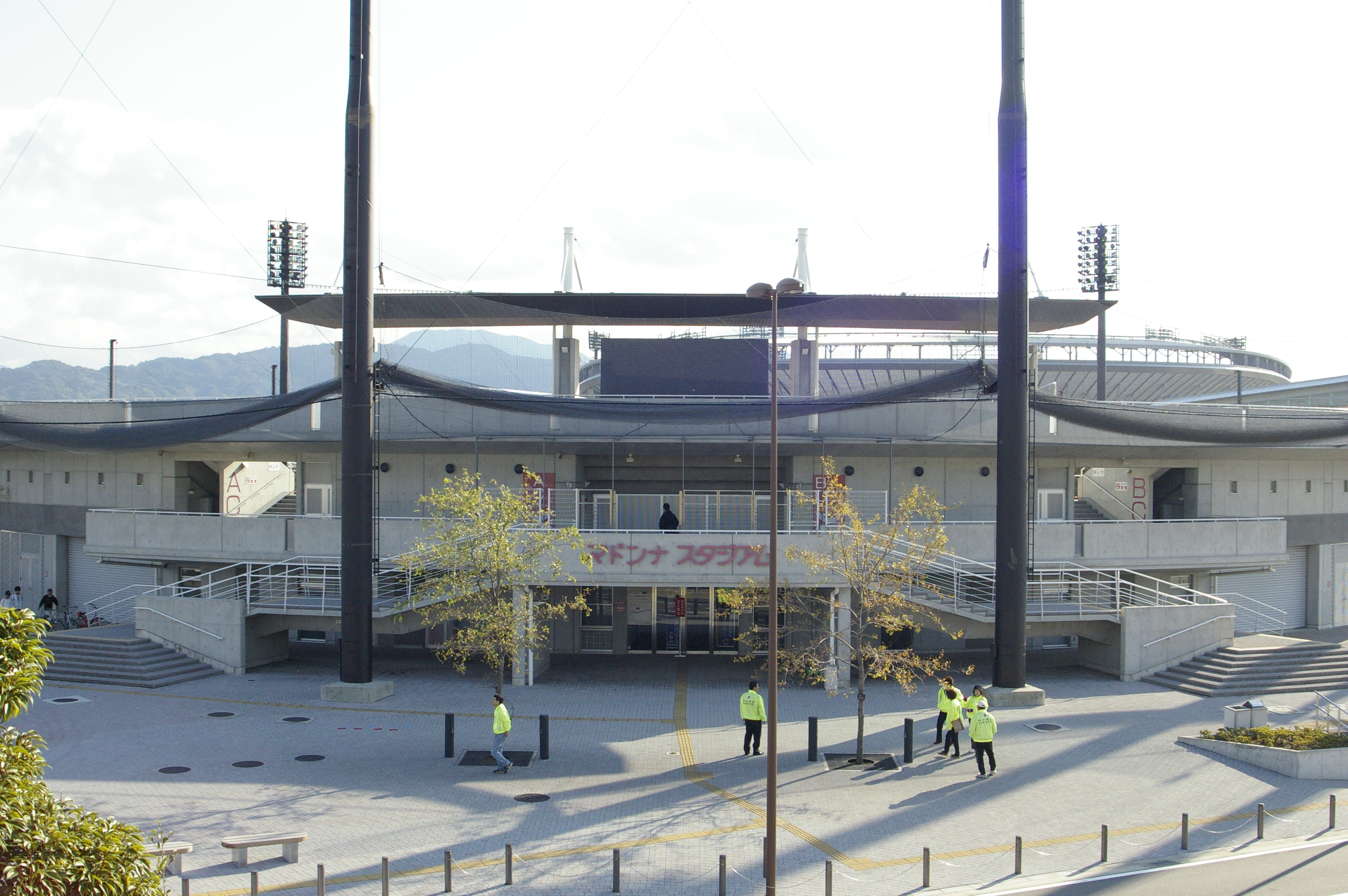
マドンナスタジアム（サブ球場）正面